# Hundseich
Hundseich ist ein Ortsteil von Lichtenberg auf dem Stadtgebiet Hennef (Sieg).

## Lage
Der ehemalige Weiler liegt in einer Höhe von 190 Metern über N.N. auf den Hängen des Westerwaldes.

## Geschichte
1910 gab es in Hundseich die Haushalte Schmied Peter Wilhelm Dittscheid und Fabrikarbeiter Johann Meurer. Damals gehörte der Ort zur Gemeinde Uckerath.